# Affaire du Mediator

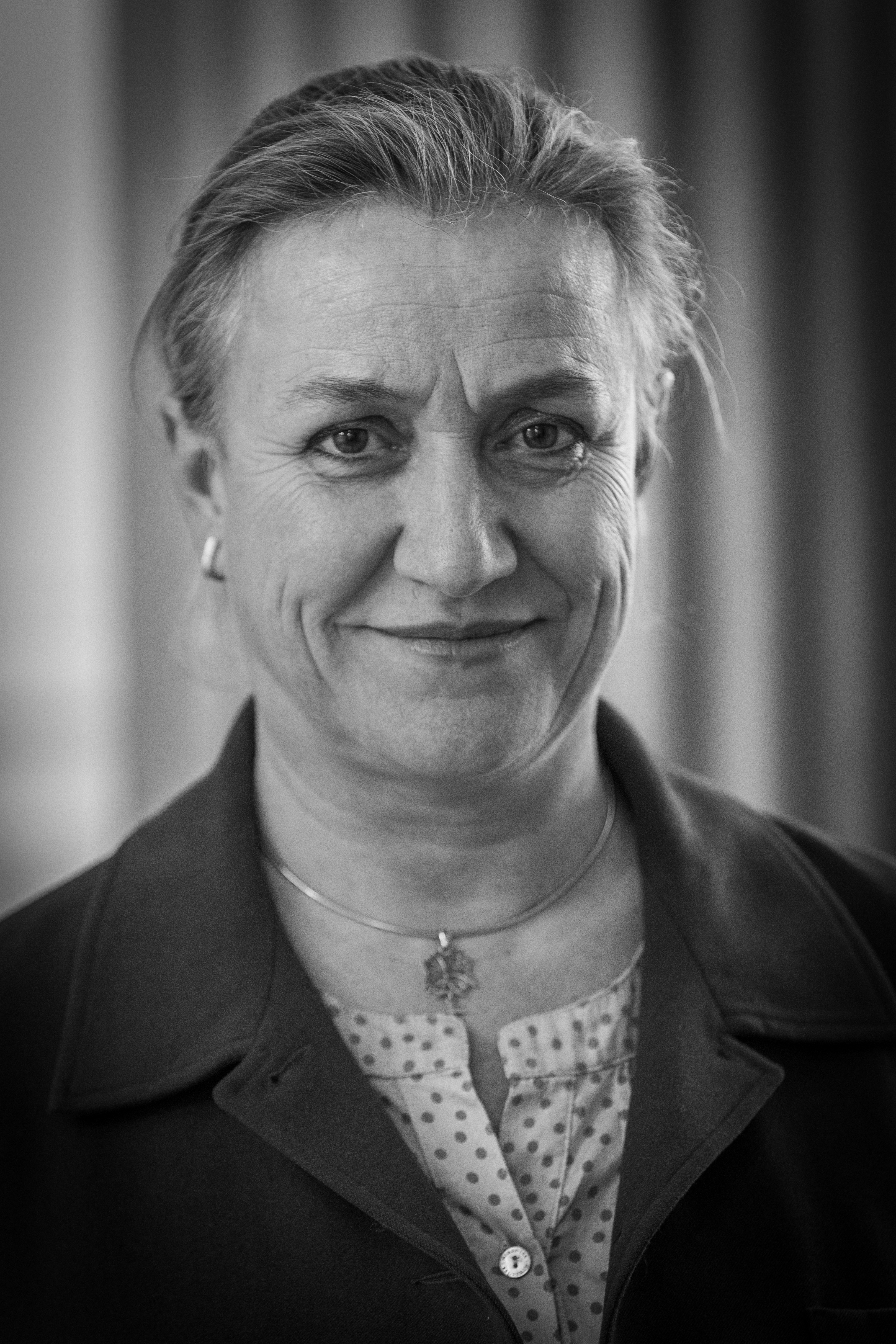
Irène Frachon, lanceuse d'alerte dans l'affaire du Mediator.

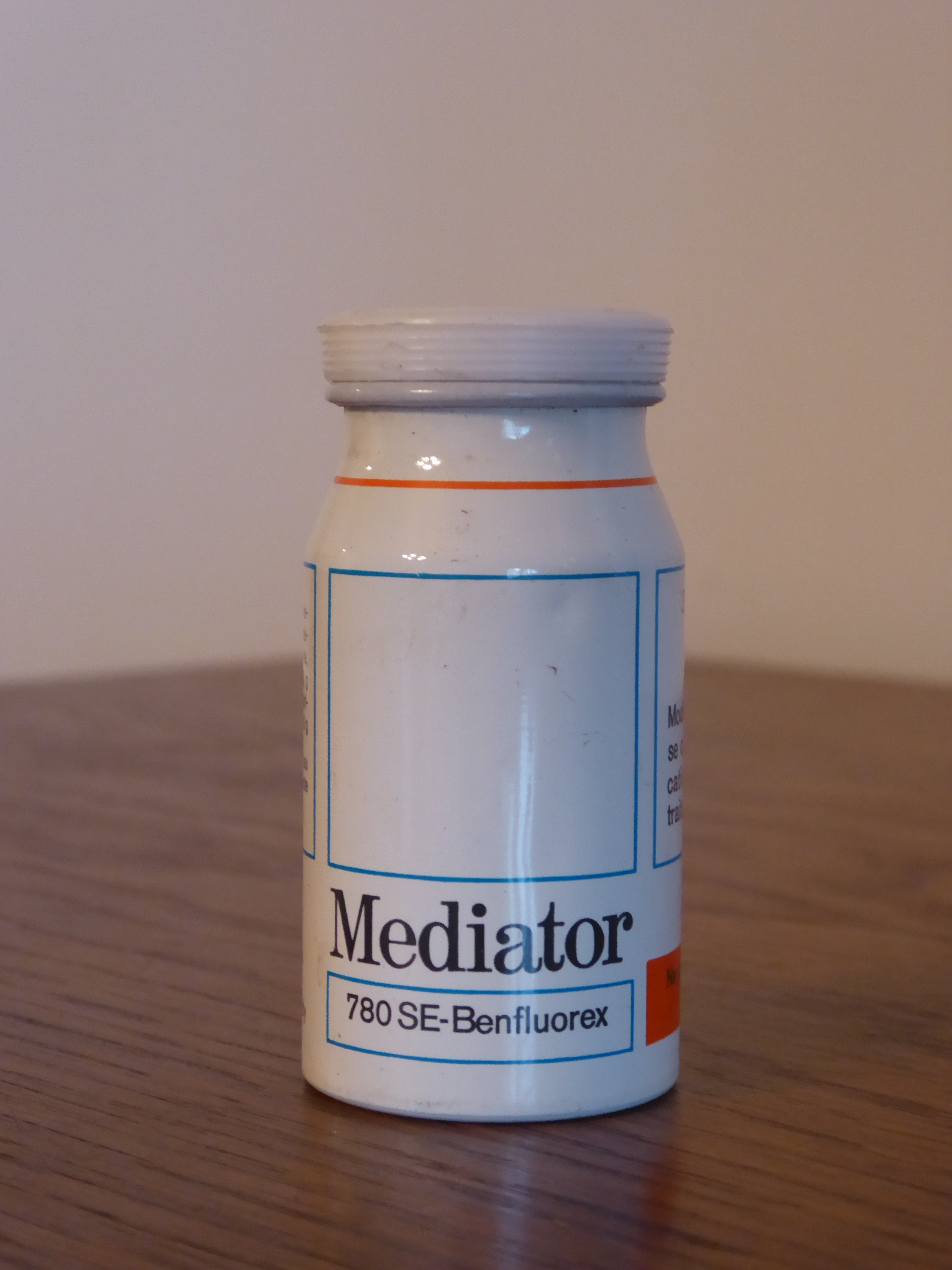
Un tube de Mediator

L'affaire du Mediator est une affaire sanitaire et judiciaire concernant les personnes victimes de la prise de benfluorex, commercialisé sous le nom de Mediator par les laboratoires Servier de 1976 à 2009. Le Mediator est accusé d’avoir causé la mort de 1 500 à 2 100 personnes en France, sans compter celles qui souffrent des conséquences des effets secondaires.
L'affaire éclate en juin 2010, lorsqu'est publié chez l'éditeur Dialogues le livre Mediator 150 mg : combien de morts ? de la pneumologue Irène Frachon (centre hospitalier universitaire de Brest) : elle devient ainsi lanceuse d'alerte sur ce scandale de santé publique qui touche des milliers de victimes ; celles-ci se porteront parties civiles lors des procès. Le livre retrace sa lutte pour révéler au grand jour et dénoncer l'indication fallacieuse, la nature amphétaminique cachée et les risques pourtant déjà connus de ce médicament commercialisé par les laboratoires Servier, et dénoncés en vain par la revue Prescrire depuis 1997. Deux jours plus tard, quatre plaintes sont déposées contre les laboratoires Servier, après le retrait du Mediator, survenu en 2009. La famille d’un patient décédé et un autre patient souffrant de valvulopathie cardiaque ont déposé plainte contre X au tribunal de grande instance de Nanterre pour « tromperie aggravée sur la nature, la qualité substantielle et la composition du produit », « mise en danger de la vie d’autrui », « administration de substance nuisible » et « homicide involontaire ». La plainte est déposée auprès du parquet de Nanterre, car le siège social des laboratoires Servier se trouve dans les Hauts-de-Seine. Elle va être instruite par le pôle de santé publique du TGI de Paris. La Fédération nationale de la mutualité française, représentée par Patrick Maisonneuve, dépose plainte également. 
L'affaire fait par la suite l'objet d'un film, La Fille de Brest, sorti en 2016, et dont l'héroïne est la pneumologue brestoise. 
Quatorze prévenus et onze personnes morales sont renvoyés en correctionnelle en septembre 2017 et le procès s'ouvre deux ans plus tard. Parmi les personnes morales, les laboratoires Servier sont accusés de « tromperie aggravée, escroquerie, blessures et homicides involontaires par violation délibérée, et trafic d'influence » et l'Agence nationale de sécurité du médicament de « blessures et homicides involontaires par négligence »,.
L'affaire est aussi emblématique de la protection des sources d'information, pilier du journalisme d'investigation, qui a permis au Figaro de publier le 13 octobre 2010 l'étude confidentielle de la Cnam révélant 500 à 1 000 décès.
Les laboratoires Servier sont condamnés à indemniser l'ensemble des victimes déclarées à hauteur de 180 millions d'euros environ.
Accusés d'avoir provoqué de graves lésions cardiovasculaires aux patients ayant été prescrit du médiator, les laboratoires Servier sont condamnés en appel, en décembre 2023, pour "tromperie aggravée" et "homicides et blessures involontaires" à 8,75 millions € d'amende. Les laboratoires Servier ont également été reconnus coupables d'escroquerie et devront rembourser aux organismes sociaux et mutuelles 415 millions d'euros.

## Contexte de la mise sur le marché et des ventes du Mediator
Le benfluorex, commercialisé sous le nom de Mediator par les laboratoires Servier de 1976 à 2009, est un principe actif pharmaceutique, chimiquement proche de la norfenfluramine, une substance toxique elle-même très proche de l'amphétamine. De 1976 à 2009, près de deux millions de personnes ont fait l'objet d'une prescription de Mediator.
Le benfluorex a été commercialisé notamment comme médicament indiqué dans le traitement du diabète de type 2, dit « gras » (car associé à une surcharge pondérale). Il a également été prescrit, hors indications thérapeutiques remboursables, aux patients désireux de perdre du poids. Une conséquence de la prescription hors AMM est que la remontée des informations de pharmacovigilance (effets indésirables) s'en trouve réduite, les médecins pouvant craindre — s'agissant de prescriptions hors AMM — l'engagement de leur responsabilité.
Les laboratoires Servier ont vendu du 1er juin 1984 au 30 septembre 2010 « un total de 134 458 828 unités de Mediator en France. Ces ventes ont généré un chiffre d’affaires de près de 500 millions d’euros. Le nombre de patients traités entre 1976 et 2009 est estimé à 5 millions, avec une durée moyenne de prise du produit d’environ dix-huit mois. Trois millions de mois de traitement ont été délivrés entre 2002 et 2007. Plus de 300 000 patients s'en voyaient prescrire chaque année. Sept millions de conditionnements ont été vendus chaque année. »

## Chronologie de l'affaire
Le docteur Georges Chiche, cardiologue à l'hôpital de la Timone, suspecte une valvulopathie liée au Mediator et saisit le centre régional de pharmacovigilance de Marseille le 17 février 1999. Son dossier est transmis à Paris, avant d'être classé sans suite. Il subit des pressions et sera attaqué en diffamation par Servier.
Le 15 février 2010, la pneumologue Irène Frachon (centre hospitalier universitaire de Brest) et cinq co-auteurs soumettent un article à la revue PLoS ONE, accepté pour publication le 15 mars et publié le 12 avril, suggérant que le benfluorex (la molécule commercialisée sous le nom de Mediator par Servier) cause des régurgitations mitrales (pathologie cardiaque la plus fréquente chez l'humain). Dans la foulée, Frachon publie un livre chez l'éditeur Dialogues, Mediator 150 mg : combien de morts ?, qui sort en juin et marque le début du retentissement médiatique de l'affaire.
Mi-février 2010, deux informations judiciaires contre X ont été confiées à trois juges d'instruction du pôle de santé publique du tribunal de grande instance de Paris : Anne Marie Bellot, Pascal Gand et Franck Zientara. Le 18 février, le procureur de la République annonçait l'ouverture de deux informations judiciaires. La première visait les chefs de « tromperie aggravée par la mise en danger de l'homme », ainsi que ceux d'ingérence et de prise illégale d'intérêt pour la période du 23 novembre 1973 (date de la demande d'AMM) et jusqu'au 20 juillet 2010 (date du retrait définitif du marché). La seconde information concernait des faits présumés « d'homicides involontaires par violation manifestement délibérée d'une obligation de sécurité ou de prudence imposée par la loi ou le règlement et de blessures involontaires aggravées ayant entraîné une incapacité ».
Le 21 septembre 2011 Jacques Servier est mis en examen pour tromperie et escroquerie en raison de la commercialisation d'un médicament présenté comme un antidiabétique, alors qu'il s'agissait essentiellement d'un anorexigène de nature amphétaminique, ce qui permettait de bénéficier de la prise en charge par l'Assurance maladie et les mutuelles. Cette commercialisation est susceptible de constituer une escroquerie.
Le 27 octobre 2011, la Cour de cassation suspend deux instances, dans l'attente que soit réglée une demande de Servier de regroupement à Paris : la citation directe déposée à Nanterre et l'instruction menée par les juges d'instruction du pôle de santé publique du tribunal de grande instance de Paris. Si la demande avait dû aboutir, le premier procès pénal du Mediator, prévu à Nanterre dans six mois, eut été annulé, dans l'attente d'un procès à Paris d'ici plusieurs années.
Fin 2011, la Cour de Cassation rejette le regroupement des procédures concernant le Mediator ; fin janvier 2012, les juges parisiens se sont déclarés compétents pour instruire le dossier.
Lors du premier procès pénal devant le tribunal correctionnel de Nanterre, le 14 mai 2012, la défense de Jacques Servier demande l'annulation ou le renvoi de l'audience, notamment via deux questions prioritaires de constitutionnalité (QPC),.
Le 24 août 2012, la Cour de cassation décide de ne pas transmettre au Conseil constitutionnel la question prioritaire de constitutionnalité (QPC) soulevée par la défense des laboratoires Servier (qui avait entraîné en mai le report du premier procès pénal). Cette décision devrait permettre de fixer de nouvelles dates de procès, lors d’une audience de procédure prévue le 14 décembre devant le tribunal correctionnel de Nanterre.
Le 21 novembre 2012, une victime du Mediator (benfluorex) saisit la Cour de justice de la République (CJR) d'une plainte visant quatre anciens ministres de la Santé (1993-2007).
Le 11 décembre 2012, Jacques Servier est mis en examen pour homicides et blessures involontaires dans le cadre d'un des volets de l'enquête sur le Mediator conduite à Paris.
Le février 2013, dans le cadre d'une information judiciaire pour tromperie et conflits d'intérêts, Jean-Michel Alexandre est mis en examen. Jean-Michel Alexandre a été président de la commission d'AMM à l'Agence du médicament de 1985 à 1993, puis directeur de l'évaluation des médicaments de 1993 à 2000 et président du comité des médicaments de l'Agence européenne du médicament de 1995 à 2000,.
En avril 2013, Jean-Philippe Seta est mis en examen pour « obtention indue d'autorisation », « tromperie sur les qualités substantielles du Mediator avec mise en danger de l'homme » et « escroquerie », ainsi que pour « trafic d'influence » sur des soupçons d’intervention dans la rédaction du rapport sénatorial de juin 2011 (instruction menée au pôle santé publique de Paris).
Le 31 mai 2013 le tribunal correctionnel de Nanterre a décidé de reporter à nouveau le procès du Mediator d'au moins un an, après avoir ordonné un supplément d'information. La date d'une reprise du procès, qui vise Servier pour « tromperie aggravée », pourrait être fixée lors d'une audience le 15 mai 2014. Jacques Servier répond à Nanterre de faits de « tromperie aggravée », dans le cadre d'une citation directe. Mais en parallèle, deux juges spécialisés dans les affaires de santé publique instruisent au tribunal de Paris les mêmes faits, leur saisine étant plus étendue. En conséquence, pour les avocats du Laboratoire, Nanterre doit « lâcher l'affaire pour Paris ». Effectivement, la présidente de la 15e chambre, Isabelle Prévost-Desprez, a jugé que le tribunal était dans l'impossibilité de prendre une décision en l'état, demandant que « la totalité du dossier » de l'instruction en cours à Paris lui soit transmise, une fois terminée.
Le 20 novembre 2013, une Poitevine de 59 ans, dont une pathologie cardiaque a été liée à l'usage du médicament Mediator, a renoncé à poursuivre les laboratoires Servier, avec lesquels elle avait passé un accord portant sur une transaction importante, une des premières du dossier.
Le 17 janvier 2014, la justice espère clore l'enquête sur l'affaire Mediator mi-février 2014. Les deux procédures en cours seront jointes, afin de permettre la tenue d'un grand procès en 2015 et d'étudier la responsabilité de l'ensemble des acteurs de l'affaire. Pour accélérer l'enquête, le procureur de Paris a décidé de se concentrer sur 328 victimes pour lesquelles « toutes les investigations, notamment médico-légales, étaient terminées sans soulever de contestations de la part de la défense ». Pour 49 de ces victimes, un lien de cause à effet a pu être mis en évidence entre les pathologies observées et la prise de Mediator.
Le 25 janvier 2014, parmi les 15 personnes mises en examen à ce jour, 8 sont des experts ou des dirigeants de l’agence du médicament qui ont eu des activités de conseil pour Servier.
Le 12 août 2014, treize victimes du Mediator obtiennent la reconnaissance par la justice de la responsabilité de l’État, le tribunal administratif jugeant que son retrait aurait dû être ordonné par l'Agence française de sécurité sanitaire des produits de santé (Afssaps) dès que le premier cas de valvulopathie cardiaque a été imputé au médicament.
Le 22 octobre 2015, le tribunal de grande instance de Nanterre reconnaît la responsabilité civile des laboratoires Servier, pour avoir laissé sur le marché un médicament « défectueux », dont ils ne pouvaient « pas ignorer les risques ». Le tribunal a estimé qu'en 2003 et 2006, « l'état des connaissances scientifiques ne permettait pas d'ignorer les risques d'hypertension artérielle pulmonaire (HTAP) et de valvulopathies induits par le benfluorex », et « la seule suspicion de ces risques » obligeait le laboratoire « à en informer les patients et les professionnels de santé », notamment dans la notice d'utilisation. Le jugement est confirmé par un arrêt de la cour d'appel de Versailles, le 14 avril 2016, puis par un arrêt de la Cour de cassation du 20 septembre 2017.
Le 24 mai 2017, le parquet de Paris, demande le renvoi du groupe Servier devant le tribunal correctionnel pour « tromperie aggravée, escroquerie, blessures et homicides involontaires et trafic d'influence ». Dans son réquisitoire, le parquet estime que les laboratoires Servier ont mis en place une stratégie pour dissimuler le caractère anorexigène du médicament et n'ont pas signalé les risques d'hypertension artérielle pulmonaire et ceux de lésions des valves cardiaques qui lui sont imputables. Outre l’entreprise Servier, le parquet a demandé que soient jugées l'Agence du médicament, dix autres personnes morales et quatorze personnes physiques. Fin août 2017, les juges d'instruction ont renvoyé les Laboratoires Servier et l'Agence du médicament devant le tribunal correctionnel de Paris,.
Le 18 avril 2019, une audience fixe le procès du 23 septembre 2019 à avril 2020. Les débats durent six mois et sont interrompus par la pandémie de coronavirus. Le procès s'achève le 6 juillet 2020.
Le jugement est prononcé par le tribunal de Paris en mars 2021.

## Rapports officiels
L'affaire du Mediator a fait l'objet d'une mission parlementaire du Sénat et d'un rapport de l'Igas (dirigé par Anne-Carole Bensadon, Étienne Marie et Aquilino Morelle). Le rapport de l’Igas ne souligne que la dissimulation par Servier de la nature amphétaminique du Mediator, les autorités sanitaire n’étant, selon lui, que les victimes de l’industriel. Xavier Bertrand, ministre de la Santé au moment où éclate le scandale, en 2010, avait choisi Aquilino Morelle comme inspecteur Igas pour cette mission. Celui-ci est un « vieil ami de Didier Tabuteau », directeur de l’Agence du médicament durant ces années, avec qui il a écrit un ouvrage intitulé La Santé publique (2010) et tous les deux enseignent à Sciences Po au sein de la chaire santé, dont le responsable est Didier Tabuteau. C’est le rapport Igas qui servira de canevas à l’information judiciaire. Selon Le Figaro, le rapport de l’Igas rendu public le 15 janvier 2011 fait l’impasse sur la période Tabuteau à l’Agence et, d'une manière générale, exonère les autorités sanitaires comme les politiques de toute responsabilité.

## Sanctions ordinales, procès et condamnations
Si aucune poursuite pénale n'a été engagée contre les médecins prescripteurs de Mediator, la responsabilité de certains a toutefois été évoquée voire reconnue devant diverses instances. Entre 1998 et 2016, suite à des signalement transmis par les caisses primaires d'assurance-maladie, l'Ordre des médecins sanctionne une centaine de médecins (dont Pierre Dukan), presque tous généralistes, quelques-uns endocrinologues ou gynécologues, pour avoir prescrit du Mediator hors AMM, le plus souvent par des interdictions temporaires d'exercer.
Le procès pénal s'ouvre le 23 septembre 2019, devant durer six mois. Selon l’ordonnance de renvoi, la prise de Mediator a entraîné « entre 3 100  et   4 200 hospitalisations pour insuffisance valvulaire », « entre 1 700  et   2 350 chirurgies de remplacement valvulaire » et, finalement, « entre 1 520  et   2 100 décès ».
Le procès regroupe près de 4 129 victimes, 376 avocats et 25 prévenus (dont 11 personnes morales). Les laboratoires Servier doivent répondre de « tromperie aggravée, escroquerie, blessures et homicides involontaires et trafic d’influence » et l’Agence nationale de sécurité du médicament (ANSM) de « blessures et homicides involontaires » devant le tribunal correctionnel de Paris.
En 2020, les caisses d'assurance maladie exigent le remboursement de 450 millions d'euros par Servier.
Le procès, devant se terminer fin avril 2020, est suspendu de mars à juin à cause de la pandémie de Covid-19.
Le procès terminé en juin 2020, la décision des juges sur la responsabilité des prévenus, ainsi que sur les demandes d'indemnisation des victimes et des organismes de protection sociale, est reportée en 2021,. Le 29 mars 2021, les laboratoires Servier sont condamnés à 2,7 millions d'euros d'amende pour « tromperie aggravée » et « homicides et blessures involontaires », l'Agence nationale de sécurité du médicament (ANSM), jugée pour avoir tardé à suspendre la commercialisation du Mediator, est condamnée à une amende de 303 000 euros,. En outre, sur les 6 500 parties civiles qui s'étaient constituées, celles déclarées recevables se voient attribuer plus de 180 millions d'euros de dommages et intérêts. Néanmoins, Servier est relaxé du chef d'escroquerie pour cause de prescription,.
Le parquet de Paris fait appel de la relaxe partielle des laboratoires Servier (« obtention indue d’autorisation de mise sur le marché » et d’« escroquerie »). Les laboratoires Servier font appel de leur condamnation. Le procès en appel s'ouvre le 9 janvier 2023, pour une durée de 6 mois. La fin des débats est prévue le 28 juin 2023.
Une instruction pour « homicides et blessures involontaires » devait donner lieu à un second procès.
Condamné en appel en décembre 2023 à une amende plus lourde (8,75 millions €), les laboratoires Servier sont également condamnés pour escroquerie, alors qu'ils avaient eu une relaxe en première instance. Pour les faits d'escroquerie, les laboratoires Servier devront rembourser aux organismes sociaux et mutuelles 415 millions d'euros,.

## Personnes et institutions mises en cause

### Personnes physiques
Douze personnes physiques sont jugées.
- Christian Bazantay, ancien secrétaire général de Servier[62].
- Jean-Philippe Seta, ancien directeur opérationnel de Servier[63].
- Alain Le Ridant, pharmacien Servier.
- Emmanuel Canet, responsable de la recherche et du développement au laboratoire Servier.
- Marie-Thérèse Hermange, ancienne sénatrice, rapporteur du rapport sénatorial sur le Mediator de 2011, mise en examen pour trafic d'influence[64] ou complicité de trafic d'influence[61] (selon les sources).
- Claude Griscelli, professeur de médecine, soupçonné d'avoir fait modifier le rapport sénatorial sur le Mediator de 2011 par Marie-Thérèse Hermange. Mis en examen pour trafic d'influence[61] :
  - consultant médical au laboratoire Servier pour 90 000 euros/an[65] ;
  - créateur et ancien président de la fondation Wyeth qui a commercialisé l'Isoméride de Servier (dexfenfluramine) aux États-Unis[66].
- Jean-Michel Alexandre, président de la commission d’autorisation de mise sur le marché (AMM) au ministère de la Santé de 1985 à 1993, puis directeur de l’évaluation du médicament de l’Agence du médicament de 1993 à 2000. À sa retraite, il devient consultant pour Servier au travers d’une société-écran, rémunéré plus de 1,1 million d’euros pour la période 2001-2009[65]. Il est soupçonné d'avoir été mis sous influence financière par Servier lorsqu'il était fonctionnaire[61].
- Eric Abadie (décédé), directeur de l’évaluation à l’Afssaps à partir de 2007, chargé de la pharmacovigilance, mis en cause pour avoir caché que son épouse était l’avocate des laboratoires Servier[61].
- Dominique Maraninchi, mis en examen pour homicides et blessures involontaires comme représentant légal de l’ANSM.
- Michel Detilleux, Jean-Roger Claude et Bernard Rouveix : experts rémunérés par Servier qui siégeaient simultanément à des commissions des autorités de santé statuant notamment sur des produits du groupe pharmaceutique, ils sont mis en examen pour « prise illégale d’intérêts »[61].
- Jacques Massol, ancien membre de la Haute Autorité de santé et de la direction générale de la Santé, et François Lhoste, ancien chargé de mission au ministère de la Santé, sont mis en examen pour « prise illégale d’intérêts »[61].

Didier Tabuteau, directeur de l'Afssaps de 1993 à 1997, signataire en 1995 d'une note autorisant les laboratoires Servier à poursuivre la vente du Mediator,,, est convoqué au procès en tant que témoin.

### Personnes morales
Onze personnes morales sont jugées.
- Dix personnes morales du groupe Servier ; la maison-mère et neuf de ses filiales sont mises en examen, notamment pour « tromperie aggravée », « homicides et blessures involontaires », et « escroquerie » au préjudice de la Sécurité sociale et des mutuelles[61].
- L'Agence nationale de sécurité du médicament et des produits de santé (ANSM), qui était encore l'Agence française de sécurité sanitaire des produits de santé (Afssaps) au moment des faits, mise en examen pour « homicides et blessures involontaires » pour avoir tardé à suspendre l’autorisation de mise sur le marché (AMM) du médicament[61].

### Autres personnes mises en cause
En outre, en 2016, Irène Frachon apporte, à l'aide de documents, la preuve des liens d’intérêts entre l’Inserm, alors dirigé par Claude Griscelli, le « relecteur officieux du rapport sénatorial », et le groupe Servier :
- La Fondation de recherche sur l’hypertension artérielle (FRHTA), fondée par Jean-Philippe Seta, le bras droit de Jacques Servier, et animée par Alain Tedgui de l’Inserm, est financée par Servier.
- Le centre de recherche cardiovasculaire de l’hôpital européen Georges-Pompidou animé par Alain Tedgui, est « sponsorisé » par Servier.
- Le professeur Philippe Ravaud, autre chercheur Inserm, appointé par Servier avant le retrait du Mediator, est « épinglé » par l’Igas (Inspection générale des affaires sociales)[70].

## Indemnisations des victimes
Le Mediator est accusé d’avoir causé la mort de 1 500 à 2 100 personnes, sans compter celles qui souffrent encore dix ans après des conséquences des effets secondaires.
À la date d'avril 2019, les laboratoires Servier versent plus de 115 millions d'euros aux victimes du Mediator : 3 600 patients reçoivent une offre d'indemnisation.
En septembre 2019, le laboratoire saisit le tribunal administratif pour demander à l’État le remboursement de 30 % des sommes déjà versées aux victimes pour cette indemnisation.
À la suite de la condamnation de mars 2021, les laboratoires Servier devront verser seul plus de 180 millions d’euros aux victimes en réparation des préjudices subis, selon les premiers calculs effectués par des avocats.

## Conséquences institutionnelles
Adoptée en 2011 à la suite de ce scandale, la loi Bertrand vise à prévenir les conflits d’intérêts et à renforcer l’indépendance de l’expertise sanitaire publique, en obligeant les professionnels de santé et décideurs publics à publiquement déclarer leurs liens d’intérêts avec l’industrie pharmaceutique.
En 2012, l'Agence française de sécurité sanitaire des produits de santé (l'Afssaps) a été remplacée par « l'Agence nationale de sécurité du médicament et des produits de santé » (ANSM). Le fonctionnement de l'Agence du médicament est réformé. L'ANSM est financée par l'État et a exclu l'industrie pharmaceutique de son conseil d'administration qui comprend des parlementaires ou des représentants de l'ordre des pharmaciens.

### Film
- La Fille de Brest d'Emmanuelle Bercot, (2016) adaptation du livre "Mediator 150 mg : combien de morts ?" de la pneumologue Irène Frachon.

### Audio
- Émeline Cazi et Henri Seckel, « Affaire Mediator : itinéraire d'un scandale sanitaire » [audio], L’Heure du Monde, 30 mars 2021 — 26 minutes.